# Turinge-Taxinge församling
Turinge-Taxinge församling är en församling i Södertälje kontrakt i Strängnäs stift. Församlingen omfattar hela Nykvarns kommun i Stockholms län och utgör ett enförsamlingspastorat. Stor del av församlingens verksamheter samt administration finns i Nykvarns herrgård, som ägs av församlingen.

## Administrativ historik
Församlingen bildades 2002 genom sammanläggning av Taxinge församling och Turinge församling.

## Kyrkor
- Turinge kyrka
- Taxinge kyrka
- Nykvarnskyrkan (sedan 2004) i Nykvarns centrum [3]

## Series pastorum
| Ämbetstid | Namn                   |  |
| --------- | ---------------------- |  |
| 1453      | Herr Henrik i Thurunge |  |
| 1574-1608 | Jöns Sylvasti          |  |
| 1608–1652 | L. Raimundi            |  |
| 1653–1670 | G.L Thuring            |  |
| 1672–1688 | O.T Collinus           |  |
| 1688–1691 | Johannes Palmberg      |  |
| 1693–1700 | O.E Roselius           |  |
| 1701–1736 | J.B Lindelius          |  |
| 1738–1748 | S. Haeger              |  |
| 1749–1775 | J.O Qvist              |  |
| 1778–1805 | Lars Dahlin            |  |
| 1807–1843 | P. Rundberg            |  |
| 1845–1883 | A.W Söderen            |  |
| 1885–1904 | K.W Grandin            |  |
| 1906      | A. Mellin              |  |
| 1908–1931 | O.W Bodström           |  |
| 1932–1946 | Olof Holm              |  |
| 1946–1954 | T. Thyselius           |  |
| 1955–1973 | Axel Lundberg          |  |
| 1973–1980 | Henry Gunnarsson       |  |
| 1981–1986 | Bo Lärnered            |  |
| 1987–1991 | B Andréasson           |  |
| 1991–1999 | Carl-Erik Edfors       |  |
| 2000–2007 | Jan Andersson          |  |
| 2007–2012 | Ami Dahlblom           |  |
| 2012–2016 | Monika Rengfors Sjören |  |
| 2017–2024 | Patrik Ingemansson     |  |
| 2025–     | Åsa Lindgren           |  |